# Poanas
Poanas é um município do estado de Durango, no México.